# Burg Hirado
Die Burg Hirado (japanisch 平戸城, Hirado-jō) befindet sich in der Stadt Hirado, (Präfektur Nagasaki). In der Edo-Zeit residierten dort die Matsura mit einem Einkommen von 63.000 Koku als Tozama-Daimyō.

## Geschichte

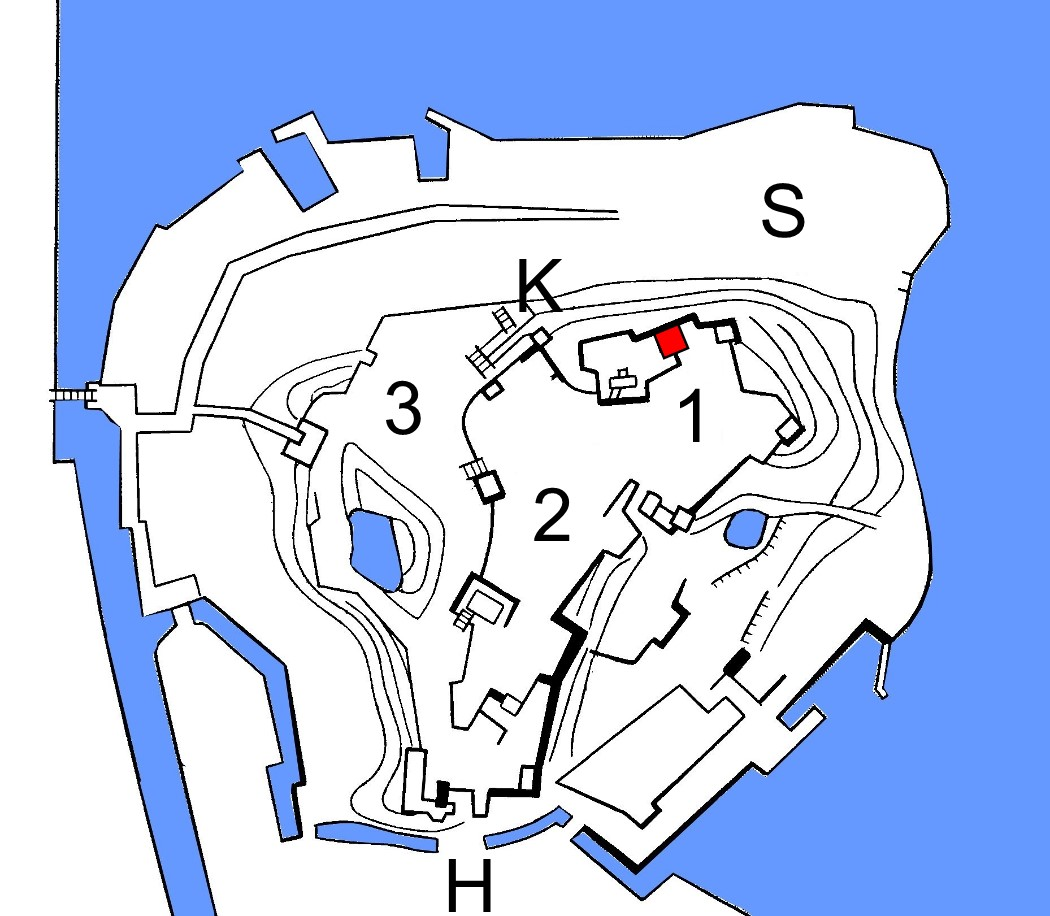
Burg Hirado: 1: Hommaru
2: Ni-no-maru 3: San-n-maru
H: Haupttor K: Kitakoguchi
S: Sotokuruwa Rot: Burgturm

Die Burg Hirado wurde auf dem Berg Kameokayama (亀岡山) angelegt, der auf drei Seiten vom Meer, der Hirado-Meerenge (平戸瀬戸, Hirado-seto) umgeben ist. Im Jahr 1599 hatte der erste Fürst des Han, Matsura Shigenobu (松浦 鎮信; 1559–1614) dort eine Burg namens Hinodake (日之嶽) angelegt, die aber 1613 abbrannte. Danach residierte der Fürst im Nakanotachi (中之館) beziehungsweise Otachi (御館) im zweiten Burgbereich (二の丸, Ni-no-maru).
Erst 1704 begann Matsura Takashi (松浦 棟; 1646–1713) mit besonderer Erlaubnis des Shogunats mit dem Bau einer neuen Burg auf den Resten der alten, die 1707 fertig wurde. Er verzichtete dabei auf die Errichtung eines Burgturms (天守閣, tenshukaku). Um die Vorfahren der Matsura zu ehren, gab es im zweiten Burgbereich einen Schrein mit dem Namen Reichinzan-jinja (霊椿山神社). Dieser existiert weiter, heute unter dem Namen Kameoka-jinja (亀岡神社).
Die hölzerne Brücke über den Fluss Toishi-gawa (戸石川), der in die Bucht Kagamiura (鏡浦) fließt, hieß früher Saiwaibashi (幸橋). Sie wurde im Jahr 1715 durch eine steinerne Bogenbrücke im europäischen Stil ersetzt. 1783 wurde die Han-Schule Ishinkan (維新館) auf den Außenbereich, das Sotokuruwa (外曲輪), verlegt. Dazu wurde dort auch ein militärischer Übungsplatz neu angelegt.   

## Die Anlage heute
1957 wurde der innerste Burgbereich, das Hommaru (本丸), der zweite Bereich Ni-no-maru und der dritte Bereich (三の丸, San-no-maru) zum Kameoka-Park (亀岡公園, Kameoka-kōen). Erhalten geblieben sind vor allem die Steinmauern, das Tor Kitakoguchi-mon (北虎口門), der Tanuki-Wachturm (狸櫓, Tanuki-yagura) und die dazugehörenden Erdwälle, die Saiwai-Brücke – jetzt „Holland-Brücke“ (オランダ橋, Orandabashi) genannt – und der wasserlose Graben am Ersten Haupttor (一の大手門, Ichi-no-Ōtemon).
1962 wurde ein Burgturm auf den Fundamenten des vormaligen Okimi-Wachturms (沖見櫓, Okimi-yagura) errichtet. Weiter wurden die Wachtürme Inui-yagura (乾櫓), Jizō-yagura (地蔵櫓), Kensō-yagura (見奏櫓) und Kaijū-yagura (懐柔櫓) nachgebaut.

## Bilder

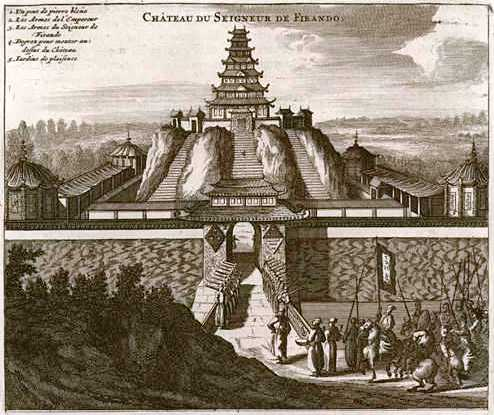
Die Burg auf einem alten Stich
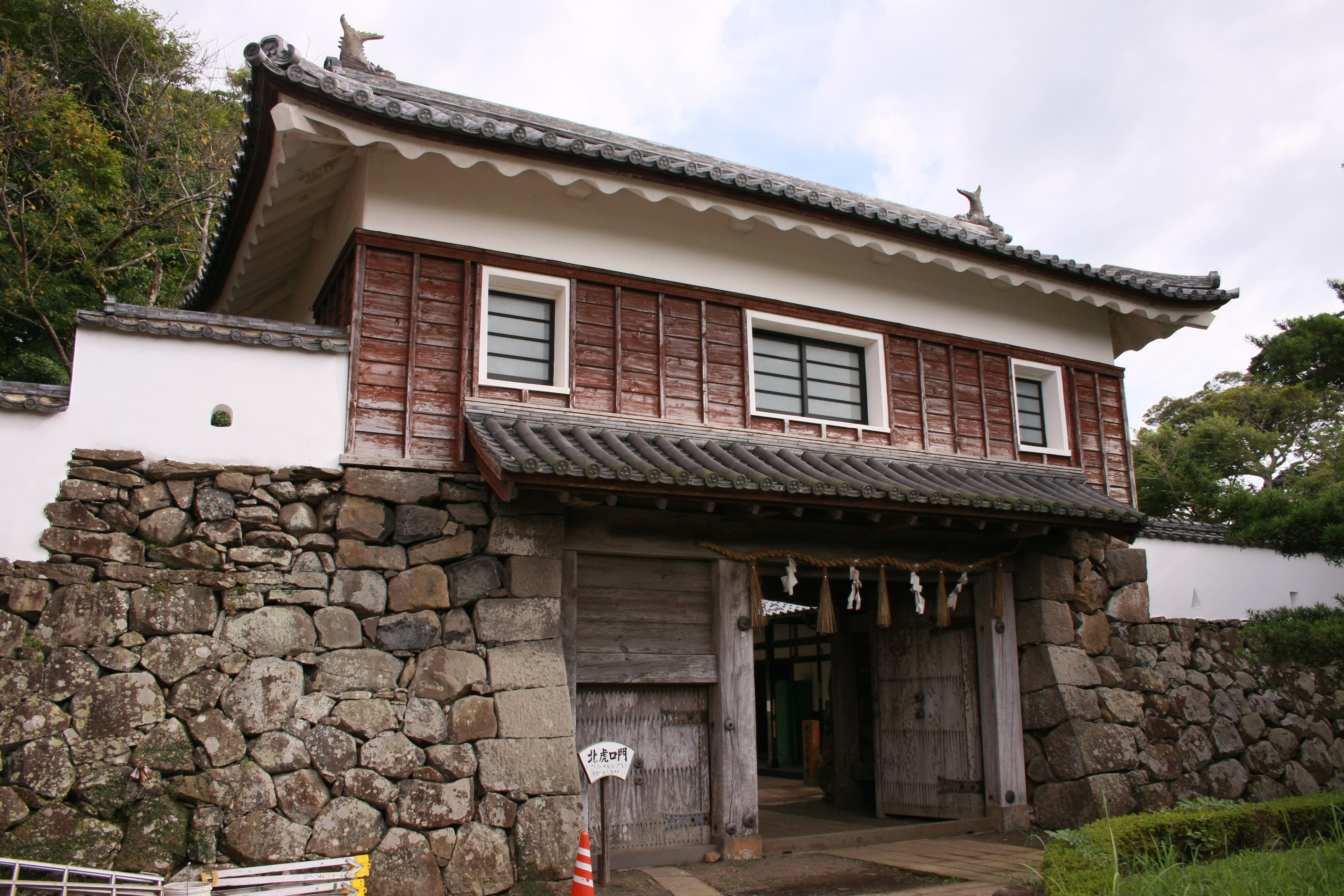
Kitakoguchi-Tor
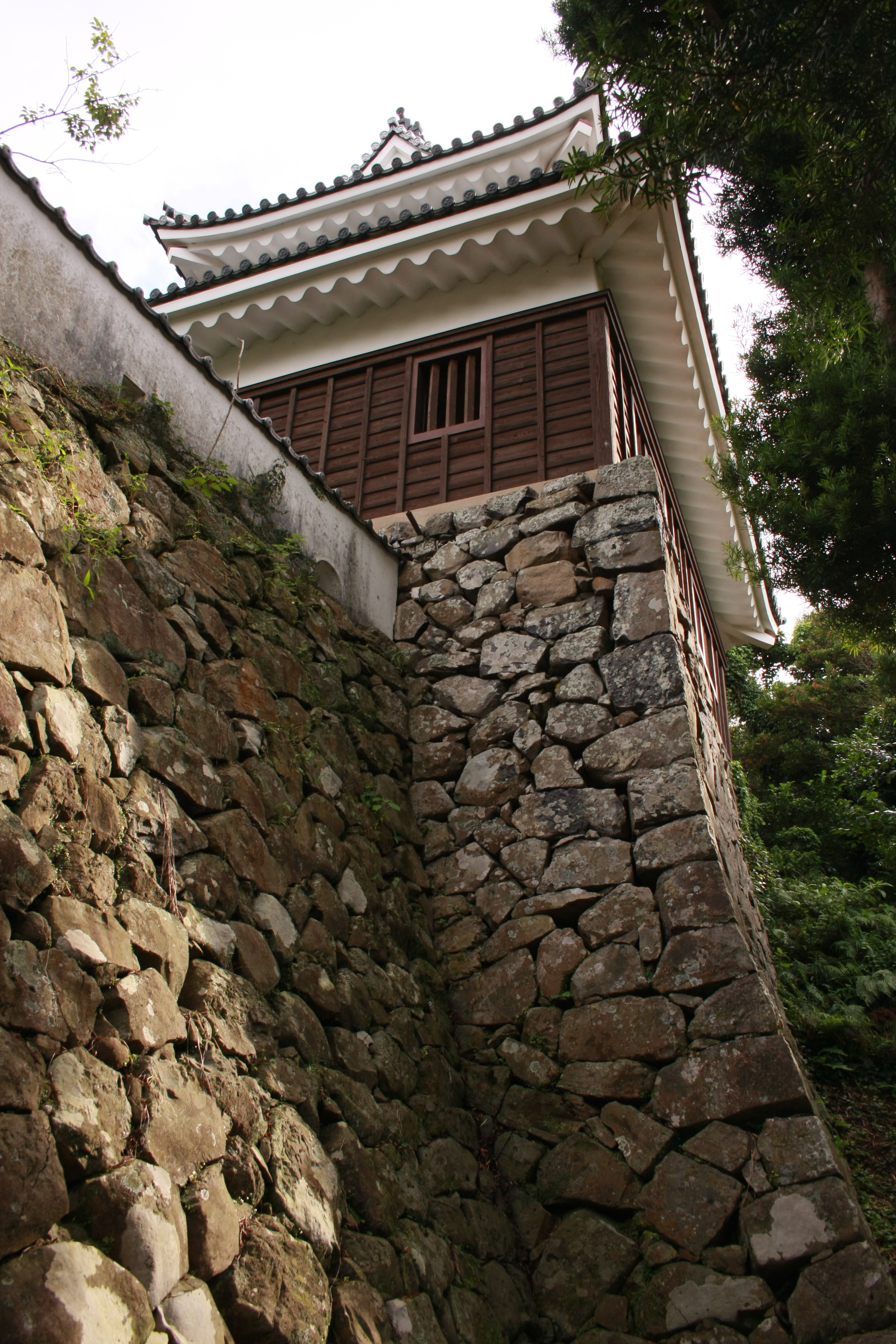
Jizō-Wachturm
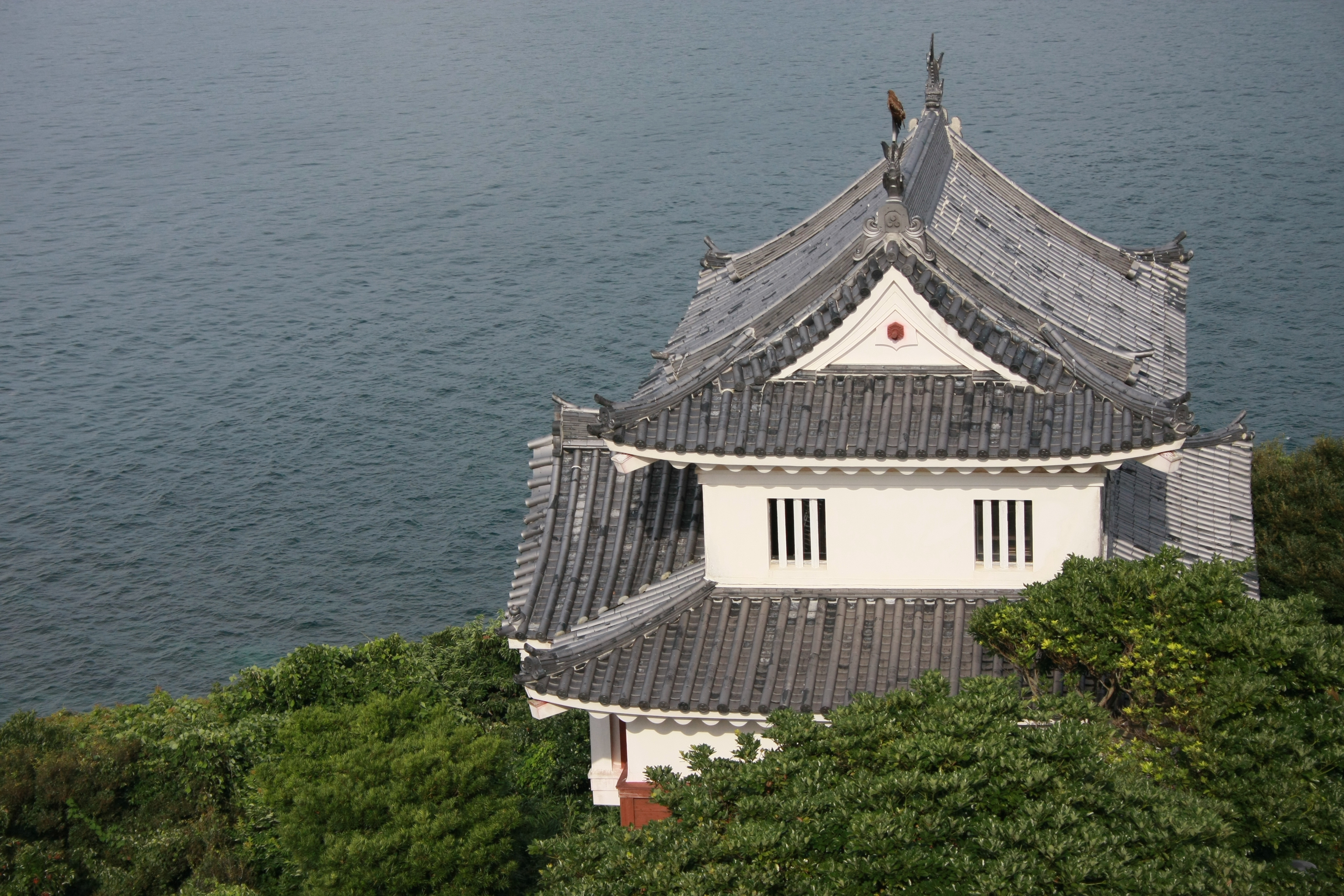
Kensō-Wachturm
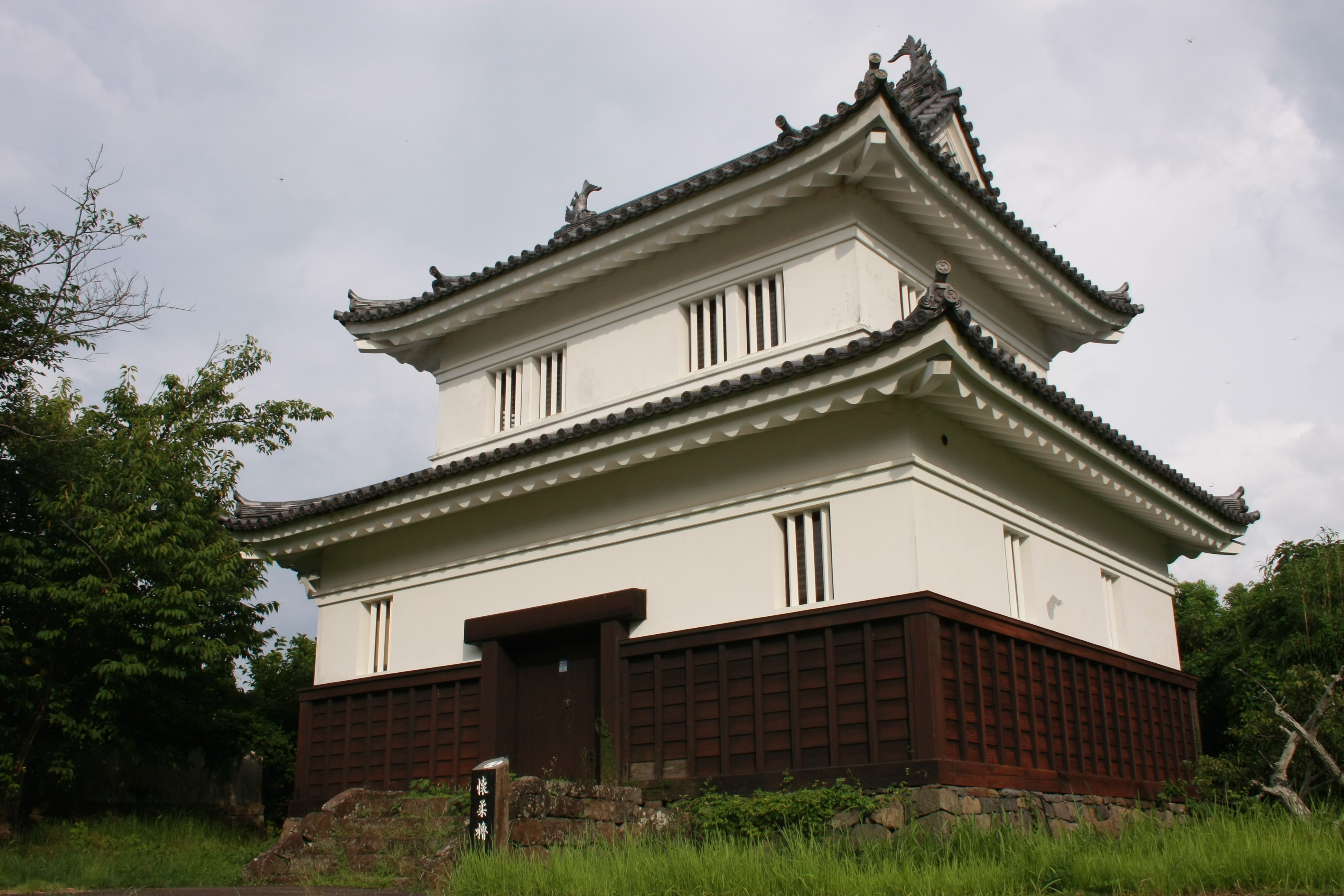
Kaijū-Wachturm